# Campionati mondiali di sci alpino 2023
I Campionati mondiali di sci alpino 2023, 47ª edizione della manifestazione organizzata dalla Federazione internazionale sci e snowboard, si sono tenuti a Courchevel/Méribel, in Francia, dal 6 al 19 febbraio. Il programma ha incluso gare di discesa libera, supergigante, slalom gigante, slalom speciale, combinata e parallelo, tutte sia maschili sia femminili, e una gara a squadre mista.

## Assegnazione e impianti

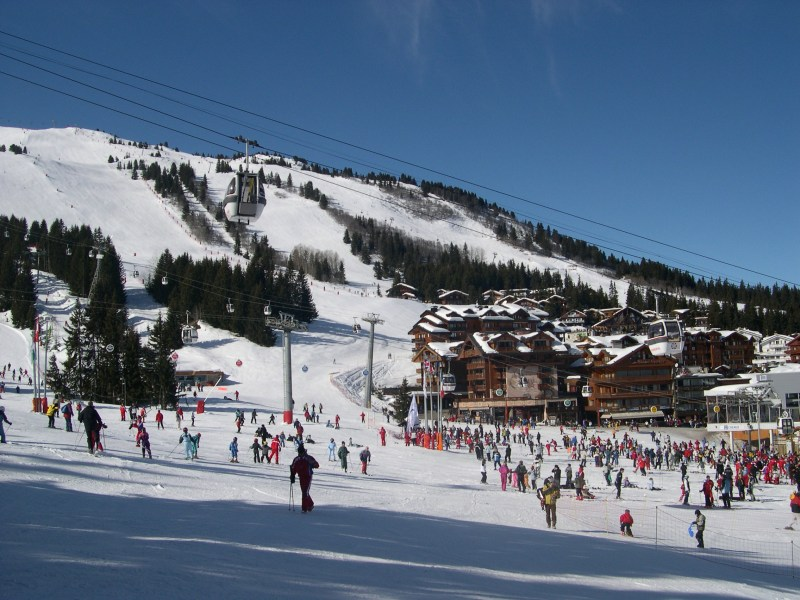
Le piste sciistiche di Courchevel

La sede è stata decisa dal 51º congresso FIS di Costa Navarino, in Grecia, il 17 maggio 2018. Courchevel ha ospitato le gare maschili, escluso lo slalom parallelo, che si è tenuto a Méribel, dove sono state disputate anche le gare femminili e la gara a squadre. Le due località francesi hanno ospitato per la prima volta la manifestazione e si sono imposte nella votazione battendo la località austriaca Saalbach-Hinterglemm, alla quale sono stati assegnati in diversa sede i Mondiali 2025. È stata la quinta volta che i Mondiali di sci alpino sono stati organizzati in Francia: le altre località sono state Chamonix (nel 1937 e nel 1962), Grenoble (nel 1968) e Val-d'Isère (nel 2009). Sedi di gara sono state le piste L'Éclipse (gare maschili escluso lo slalom parallelo) e Roc de Fer (gare femminili, slalom parallelo maschile e femminile e gara a squadre).
In seguito all'invasione dell'Ucraina, gli atleti russi e bielorussi sono stati esclusi dalle competizioni.

## Risultati

### Uomini

#### Discesa libera
| Pos. | Atleta                  | Nazione  | Tempo   |
| ---- | ----------------------- | -------- | ------- |
| 1    | Marco Odermatt          | Svizzera | 1:47,05 |
| 2    | Aleksander Aamodt Kilde | Norvegia | 1:47,53 |
| 3    | Cameron Alexander       | Canada   | 1:47,94 |
| 4    | Marco Schwarz           | Austria  | 1:47,98 |
| 5    | James Crawford          | Canada   | 1:48,06 |
| 6    | Maxence Muzaton         | Francia  | 1:48,13 |
| 7    | Florian Schieder        | Italia   | 1:48,14 |
| 8    | Miha Hrobat             | Slovenia | 1:48,18 |
| 8    | Dominik Paris           | Italia   | 1:48,18 |
| 10   | Thomas Dreßen           | Germania | 1:48,20 |

Data: 12 febbraio

Ore: 11:00 (UTC+1)

Località: Courchevel

Pista: L'Éclipse

Partenza: 2235 m s.l.m.

Arrivo: 1290 m s.l.m.

Lunghezza: 3100 m

Dislivello: 945 m

Porte: 40

Tracciatore: Hannes Trinkl (FIS)

#### Supergigante
| Pos. | Atleta                   | Nazione  | Tempo   |
| ---- | ------------------------ | -------- | ------- |
| 1    | James Crawford           | Canada   | 1:07,22 |
| 2    | Aleksander Aamodt Kilde  | Norvegia | 1:07,23 |
| 3    | Alexis Pinturault        | Francia  | 1:07,48 |
| 4    | Marco Odermatt           | Svizzera | 1:07,59 |
| 5    | Raphael Haaser           | Austria  | 1:07,80 |
| 6    | Marco Schwarz            | Austria  | 1:07,81 |
| 7    | Adrian Smiseth Sejersted | Norvegia | 1:07,84 |
| 8    | Loïc Meillard            | Svizzera | 1:07,87 |
| 9    | Andreas Sander           | Germania | 1:07,89 |
| 9    | Brodie Seger             | Canada   | 1:07,89 |

Data: 9 febbraio

Ore: 11:30 (UTC+1)

Località: Courchevel

Pista: L'Éclipse

Partenza: 1880 m s.l.m.

Arrivo: 1290 m s.l.m.

Lunghezza: 1857 m

Dislivello: 590 m

Porte: 38

Tracciatore: Reto Nydegger (Svizzera)

#### Slalom gigante
| Pos. | Atleta               | Nazione  | Tempo   |
| ---- | -------------------- | -------- | ------- |
| 1    | Marco Odermatt       | Svizzera | 2:34,08 |
| 2    | Loïc Meillard        | Svizzera | 2:34,40 |
| 3    | Marco Schwarz        | Austria  | 2:34,48 |
| 4    | Stefan Brennsteiner  | Austria  | 2:34,84 |
| 5    | Henrik Kristoffersen | Norvegia | 2:35,04 |
| 6    | Žan Kranjec          | Slovenia | 2:35,42 |
| 7    | Alexis Pinturault    | Francia  | 2:35,76 |
| 8    | Filip Zubčić         | Croazia  | 2:36,28 |
| 9    | Gino Caviezel        | Svizzera | 2:36,32 |
| 10   | Filippo Della Vite   | Italia   | 2:36,42 |

Data: 17 febbraio

Località: Courchevel

Pista: L'Éclipse

Partenza: 1730 m s.l.m.

Arrivo: 1280 m s.l.m.

Dislivello: 450 m

1ª manche:

Ore: 10.00 (UTC+1)

Porte: 56

Tracciatore: Martin Kroisleitner (Austria)
2ª manche:

Ore: 13.30 (UTC+1)

Porte: 54

Tracciatore: Helmuth Krug (Svizzera)

#### Slalom speciale
| Pos. | Atleta               | Nazione  | Tempo   |
| ---- | -------------------- | -------- | ------- |
| 1    | Henrik Kristoffersen | Norvegia | 1:39,50 |
| 2    | AJ Ginnis            | Grecia   | 1:39,70 |
| 3    | Alex Vinatzer        | Italia   | 1:39,88 |
| 4    | Clément Noël         | Francia  | 1:39,91 |
| 5    | Sebastian Holzmann   | Germania | 1:40,12 |
| 6    | Marco Schwarz        | Austria  | 1:40,15 |
| 7    | Lucas Braathen       | Norvegia | 1:40,17 |
| 7    | Manuel Feller        | Austria  | 1:40,17 |
| 9    | Linus Straßer        | Germania | 1:40,19 |
| 9    | Ramon Zenhäusern     | Svizzera | 1:40,19 |

Data: 19 febbraio

Località: Courchevel

Pista: L'Éclipse

Partenza: 1485 m s.l.m.

Arrivo: 1280 m s.l.m.

Dislivello: 205 m

1ª manche:

Ore: 10.00 (UTC+1)

Porte: 61

Tracciatore: Ola Masdal (Norvegia)
2ª manche:

Ore: 13.30 (UTC+1)

Porte: 62

Tracciatore: Bernd Brunner (Germania)

#### Combinata
| Pos. | Atleta              | Nazione     | Tempo   |
| ---- | ------------------- | ----------- | ------- |
| 1    | Alexis Pinturault   | Francia     | 1:53,31 |
| 2    | Marco Schwarz       | Austria     | 1:53,41 |
| 3    | Raphael Haaser      | Austria     | 1:53,75 |
| 4    | River Radamus       | Stati Uniti | 1:54,00 |
| 5    | Atle Lie McGrath    | Norvegia    | 1:54,03 |
| 6    | Loïc Meillard       | Svizzera    | 1:54,51 |
| 7    | Tobias Kastlunger   | Italia      | 1:56,30 |
| 8    | Albert Ortega       | Spagna      | 1:56,81 |
| 9    | Erik Arvidsson      | Stati Uniti | 1:57,74 |
| 10   | Ryan Cochran-Siegle | Stati Uniti | 1:58,56 |

Data: 7 febbraio

Località: Courchevel

1ª manche:

Ore: 11:00 (UTC+1)

Pista: L'Éclipse

Partenza: 1880 m s.l.m.

Arrivo: 1290 m s.l.m.

Dislivello: 590 m

Porte: 37

Tracciatore: Alberto Ghidoni (Italia)
2ª manche:

Ore: 14:30 (UTC+1)

Pista: L'Éclipse

Partenza: 1485 m s.l.m.

Arrivo: 1290 m s.l.m.

Dislivello: 195 m

Porte: 57

Tracciatore: Tobias Mayrhofer (Germania)

#### Parallelo
| Pos. | Atleta                | Nazione  |
| ---- | --------------------- | -------- |
| 1    | Alexander Schmid      | Germania |
| 2    | Dominik Raschner      | Austria  |
| 3    | Timon Haugan          | Norvegia |
| 4    | Adrian Pertl          | Austria  |
| 5    | Rasmus Windingstad    | Norvegia |
| 6    | Žan Kranjec           | Slovenia |
| 7    | Alexander Steen Olsen | Norvegia |
| 8    | Luca De Aliprandini   | Italia   |
| 9    | Sam Maes              | Belgio   |
| 10   | Joan Verdú            | Andorra  |

Data: 15 febbraio

Ore: 12.00 (UTC+1)

Località: Méribel

Pista: Roc de Fer

Partenza: 1555 m s.l.m.

Arrivo: 1432 m s.l.m.

Dislivello: 123 m

Porte: 19

Tracciatore: Markus Mayr (FIS)

### Donne

#### Discesa libera
| Pos. | Atleta             | Nazione  | Tempo   |
| ---- | ------------------ | -------- | ------- |
| 1    | Jasmine Flury      | Svizzera | 1:28,03 |
| 2    | Nina Ortlieb       | Austria  | 1:28,07 |
| 3    | Corinne Suter      | Svizzera | 1:28,15 |
| 4    | Cornelia Hütter    | Austria  | 1:28,40 |
| 4    | Mirjam Puchner     | Austria  | 1:28,40 |
| 6    | Ilka Štuhec        | Slovenia | 1:28,45 |
| 7    | Stephanie Venier   | Austria  | 1:28,60 |
| 8    | Kira Weidle        | Germania | 1:28,64 |
| 9    | Lara Gut           | Svizzera | 1:28,74 |
| 10   | Ragnhild Mowinckel | Norvegia | 1:28,87 |

Data: 11 febbraio

Ore: 11:00 (UTC+1)

Località: Méribel

Pista: Roc de Fer

Partenza: 2150 m s.l.m.

Arrivo: 1465 m s.l.m.

Lunghezza: 2413 m

Dislivello: 685 m

Porte: 34

Tracciatore: Alberto Senigagliesi (FIS)

#### Supergigante
| Pos. | Atleta             | Nazione       | Tempo   |
| ---- | ------------------ | ------------- | ------- |
| 1    | Marta Bassino      | Italia        | 1:28,06 |
| 2    | Mikaela Shiffrin   | Stati Uniti   | 1:28,17 |
| 3    | Cornelia Hütter    | Austria       | 1:28,39 |
| 3    | Kajsa Vickhoff Lie | Norvegia      | 1:28,39 |
| 5    | Ragnhild Mowinckel | Norvegia      | 1:28,42 |
| 6    | Lara Gut           | Svizzera      | 1:28,43 |
| 7    | Alice Robinson     | Nuova Zelanda | 1:28,60 |
| 8    | Federica Brignone  | Italia        | 1:28,61 |
| 9    | Tessa Worley       | Francia       | 1:28,64 |
| 10   | Michelle Gisin     | Svizzera      | 1:28,75 |

Data: 8 febbraio

Ore: 11:30 (UTC+1)

Località: Méribel

Pista: Roc de Fer

Partenza: 2065 m s.l.m.

Arrivo: 1465 m s.l.m.

Lunghezza: 2204 m

Dislivello: 600 m

Porte: 46

Tracciatore: Roland Platzer (Svizzera)

#### Slalom gigante
| Pos. | Atleta                  | Nazione     | Tempo   |
| ---- | ----------------------- | ----------- | ------- |
| 1    | Mikaela Shiffrin        | Stati Uniti | 2:07,13 |
| 2    | Federica Brignone       | Italia      | 2:07,25 |
| 3    | Ragnhild Mowinckel      | Norvegia    | 2:07,35 |
| 4    | Lara Gut                | Svizzera    | 2:07,44 |
| 5    | Marta Bassino           | Italia      | 2:07,93 |
| 6    | Mina Fürst Holtmann     | Norvegia    | 2:08,05 |
| 7    | Petra Vlhová            | Slovacchia  | 2:08,06 |
| 8    | Thea Louise Stjernesund | Norvegia    | 2:08,39 |
| 9    | Coralie Frasse Sombet   | Francia     | 2:08,45 |
| 10   | Maryna Gąsienica-Daniel | Polonia     | 2:08,52 |

Data: 16 febbraio

Località: Méribel

Pista: Roc de Fer

Partenza: 1830 m s.l.m.

Arrivo: 1452 m s.l.m.

Dislivello: 378 m

1ª manche:

Ore: 9.45 (UTC+1)

Porte: 47

Tracciatore: Jean-Noël Martin (Francia)
2ª manche:

Ore: 13.30 (UTC+1)

Porte: 47

Tracciatore: Luis Prenn (Svizzera)

#### Slalom speciale
| Pos. | Atleta                | Nazione     | Tempo   |
| ---- | --------------------- | ----------- | ------- |
| 1    | Laurence St-Germain   | Canada      | 1:43,15 |
| 2    | Mikaela Shiffrin      | Stati Uniti | 1:43,72 |
| 3    | Lena Dürr             | Germania    | 1:43,84 |
| 4    | Mina Fürst Holtmann   | Norvegia    | 1:43,86 |
| 5    | Petra Vlhová          | Slovacchia  | 1:44,00 |
| 6    | Aline Danioth         | Svizzera    | 1:44,12 |
| 7    | Sara Hector           | Svezia      | 1:44,27 |
| 8    | Lara Della Mea        | Italia      | 1:44,34 |
| 9    | Ana Bucik             | Slovenia    | 1:44,37 |
| 10   | Hanna Aronsson Elfman | Svezia      | 1:44,46 |

Data: 18 febbraio

Località: Méribel

Pista: Roc de Fer

Partenza: 1630 m s.l.m.

Arrivo: 1432 m s.l.m.

Dislivello: 198 m

1ª manche:

Ore: 10.00 (UTC+1)

Porte: 63

Tracciatore: Mark Mitter (Stati Uniti)
2ª manche:

Ore: 13.30 (UTC+1)

Porte: 60

Tracciatore: Georg Harzl (Austria)

#### Combinata
| Pos. | Atleta               | Nazione  | Tempo   |
| ---- | -------------------- | -------- | ------- |
| 1    | Federica Brignone    | Italia   | 1:57,47 |
| 2    | Wendy Holdener       | Svizzera | 1:59,09 |
| 3    | Ricarda Haaser       | Austria  | 1:59,73 |
| 4    | Ramona Siebenhofer   | Austria  | 1:59,95 |
| 5    | Franziska Gritsch    | Austria  | 2:00,18 |
| 6    | Michelle Gisin       | Svizzera | 2:00,90 |
| 7    | Laura Gauché         | Francia  | 2:01,18 |
| 8    | Emma Aicher          | Germania | 2:01,25 |
| 9    | Elena Curtoni        | Italia   | 2:01,52 |
| 10   | Marie-Michèle Gagnon | Canada   | 2:02,38 |

Data: 6 febbraio

Località: Méribel

1ª manche:

Ore: 11:00 (UTC+1)

Pista: Roc de Fer

Partenza: 1965 m s.l.m.

Arrivo: 1465 m s.l.m.

Dislivello: 500 m

Porte: 35

Tracciatore: Thomas Rodseth (Norvegia)
2ª manche:

Ore: 14:30 (UTC+1)

Pista: Roc de Fer

Partenza: 1620 m s.l.m.

Arrivo: 1432 m s.l.m.

Dislivello: 188 m

Porte: 57

Tracciatore: Andreas Puelacher (Germania)

#### Parallelo
| Pos. | Atleta                  | Nazione     |
| ---- | ----------------------- | ----------- |
| 1    | Maria Therese Tviberg   | Norvegia    |
| 2    | Wendy Holdener          | Svizzera    |
| 3    | Thea Louise Stjernesund | Norvegia    |
| 4    | Marie Lamure            | Francia     |
| 5    | Maryna Gąsienica-Daniel | Polonia     |
| 6    | Lena Dürr               | Germania    |
| 7    | Franziska Gritsch       | Austria     |
| 8    | Sara Hector             | Svezia      |
| 9    | Coralie Frasse Sombet   | Francia     |
| 9    | Nina O'Brien            | Stati Uniti |

Data: 15 febbraio

Ore: 12.00 (UTC+1)

Località: Méribel

Pista: Roc de Fer

Partenza: 1555 m s.l.m.

Arrivo: 1432 m s.l.m.

Dislivello: 123 m

Porte: 19

Tracciatore: Markus Mayr (FIS)

### Misto
| Pos. | Nazione     | Atleti |
| ---- | ----------- | --- |
| 1    | Stati Uniti | Tommy Ford Paula Moltzan Nina O'Brien River Radamus Katie Hensien Luke Winters                                        |
| 2    | Norvegia    | Timon Haugan Kristin Lysdahl Alexander Steen Olsen Thea Louise Stjernesund Maria Therese Tviberg Leif Kristian Haugen |
| 3    | Canada      | Valérie Grenier Jeffrey Read Erik Read Britt Richardson                                                               |

Data: 14 febbraio

Ore: 12.15 (UTC+1)

Località: Méribel

Pista: Roc de Fer

Partenza: 1555 m s.l.m.

Arrivo: 1432 m s.l.m.

Dislivello: 123 m

Porte:

Tracciatore: 

#### Torneo
La gara a squadre consiste in una competizione di slalom parallelo tra rappresentative nazionali composte da quattro atleti, due sciatori e due sciatrici, che si affrontano a due a due sul percorso di gara. Ai vincitori spetta un punto; in caso entrambe le squadre ottengano due punti, passa il turno la squadra che ha ottenuto il miglior tempo stabilito sommando le migliori prestazioni maschili e femminili. 
|  | Ottavi di finale | Ottavi di finale |             |   | Quarti di finale          | Quarti di finale          |  |  | Semifinali | Semifinali |  |  | Finale | Finale |
|  |                  |                  |             |   |                           |                           |  |  |            |            |  |  |        |        |
|  |                  |                  |             |   |                           |                           |  |  |            |            |  |  |        |        |
|  |                  |                  |             |   |                           |                           |  |  |            |            |  |  |        |        |
|  | Svizzera         | 4                |             |   |                           |                           |  |  |            |            |  |  |        |        |
|  | Svizzera         | 4                |             |   |                           |                           |  |  |            |            |  |  |        |        |
|  | Lettonia         | 0                |             |   |                           |                           |  |  |            |            |  |  |        |        |
|  | Lettonia         | 0                | Svizzera    | 2 |                           |                           |  |  |            |            |  |  |        |        |
|  |                  |                  | Svizzera    | 2 |                           |                           |  |  |            |            |  |  |        |        |
|  |                  | Canada           | 2           |   |                           |                           |  |  |            |            |  |  |        |        |
|  | Canada           | Canada           | 2           | 4 |                           |                           |  |  |            |            |  |  |        |        |
|  | Canada           |                  |             | 4 |                           |                           |  |  |            |            |  |  |        |        |
|  | Slovenia         | 0                |             |   |                           |                           |  |  |            |            |  |  |        |        |
|  | Slovenia         | 0                | Canada      | 1 |                           |                           |  |  |            |            |  |  |        |        |
|  |                  |                  | Canada      | 1 |                           |                           |  |  |            |            |  |  |        |        |
|  |                  | Stati Uniti      | 3           |   |                           |                           |  |  |            |            |  |  |        |        |
|  | Stati Uniti      | Stati Uniti      | 3           | 2 |                           |                           |  |  |            |            |  |  |        |        |
|  | Stati Uniti      |                  |             | 2 |                           |                           |  |  |            |            |  |  |        |        |
|  | Polonia          | 2                |             |   |                           |                           |  |  |            |            |  |  |        |        |
|  | Polonia          | 2                | Stati Uniti | 3 |                           |                           |  |  |            |            |  |  |        |        |
|  |                  |                  | Stati Uniti | 3 |                           |                           |  |  |            |            |  |  |        |        |
|  |                  | Italia           | 1           |   |                           |                           |  |  |            |            |  |  |        |        |
|  | Italia           | Italia           | 1           | 2 |                           |                           |  |  |            |            |  |  |        |        |
|  | Italia           |                  |             | 2 |                           |                           |  |  |            |            |  |  |        |        |
|  | Rep. Ceca        | 2                |             |   |                           |                           |  |  |            |            |  |  |        |        |
|  | Rep. Ceca        | 2                | Stati Uniti | 3 |                           |                           |  |  |            |            |  |  |        |        |
|  |                  |                  | Stati Uniti | 3 |                           |                           |  |  |            |            |  |  |        |        |
|  |                  | Norvegia         | 2           |   |                           |                           |  |  |            |            |  |  |        |        |
|  | Norvegia         | Norvegia         | 2           | 4 |                           |                           |  |  |            |            |  |  |        |        |
|  | Norvegia         |                  |             | 4 |                           |                           |  |  |            |            |  |  |        |        |
|  | Belgio           | 0                |             |   |                           |                           |  |  |            |            |  |  |        |        |
|  | Belgio           | 0                | Norvegia    | 3 |                           |                           |  |  |            |            |  |  |        |        |
|  |                  |                  | Norvegia    | 3 |                           |                           |  |  |            |            |  |  |        |        |
|  |                  | Francia          | 1           |   |                           |                           |  |  |            |            |  |  |        |        |
|  | Francia          | Francia          | 1           | 4 |                           |                           |  |  |            |            |  |  |        |        |
|  | Francia          |                  |             | 4 |                           |                           |  |  |            |            |  |  |        |        |
|  | Slovacchia       | 0                |             |   |                           |                           |  |  |            |            |  |  |        |        |
|  | Slovacchia       | 0                | Norvegia    | 3 |                           |                           |  |  |            |            |  |  |        |        |
|  |                  |                  | Norvegia    | 3 |                           |                           |  |  |            |            |  |  |        |        |
|  |                  | Austria          | 1           |   | Finale per il terzo posto | Finale per il terzo posto |  |  |            |            |  |  |        |        |
|  | Germania         | Austria          | 1           | 3 | Finale per il terzo posto | Finale per il terzo posto |  |  |            |            |  |  |        |        |
|  | Germania         |                  |             | 3 |                           |                           |  |  |            |            |  |  |        |        |
|  | Svezia           | 1                |             |   |                           |                           |  |  |            |            |  |  |        |        |
|  | Svezia           | 1                | Germania    | 1 | Canada                    | 2                         |  |  |            |            |  |  |        |        |
|  |                  |                  | Germania    | 1 | Canada                    | 2                         |  |  |            |            |  |  |        |        |
|  |                  | Austria          | 3           |   | Austria                   | 2                         |  |  |            |            |  |  |        |        |
|  | Austria          | Austria          | 3           | 4 | Austria                   | 2                         |  |  |            |            |  |  |        |        |
|  | Austria          |                  |             | 4 |                           |                           |  |  |            |            |  |  |        |        |
|  | Danimarca        | 0                |             |   |                           |                           |  |  |            |            |  |  |        |        |
|  | Danimarca        | 0                |             |   |                           |                           |  |  |            |            |  |  |        |        |

## Medagliere per nazioni
| Pos. | Nazione     | Oro | Argento | Bronzo | Totale |
| ---- | ----------- | --- | ------- | ------ | ------ |
| 1    | Svizzera    | 3   | 3       | 1      | 7      |
| 2    | Norvegia    | 2   | 3       | 4      | 9      |
| 3    | Stati Uniti | 2   | 2       | 0      | 4      |
| 4    | Italia      | 2   | 1       | 1      | 4      |
| 5    | Canada      | 2   | 0       | 2      | 4      |
| 6    | Francia     | 1   | 0       | 1      | 2      |
| 6    | Germania    | 1   | 0       | 1      | 2      |
| 8    | Austria     | 0   | 3       | 4      | 7      |
| 9    | Grecia      | 0   | 1       | 0      | 1      |